# 警視庁特命刑事☆二人
『警視庁特命刑事☆二人』（けいしちょうとくめいけいじ ふたり）は、2015年から2017年までテレビ東京・BSジャパン共同制作「水曜エンタ・水曜ミステリー9」で放送された刑事ドラマシリーズ。主演は松重豊。全2回。原作は佐々木譲の小説「特命捜査対策室シリーズ」。
過去の事件で捜査一課を追われた刑事とその相棒となる女刑事が未解決事件を解決する様子をハードボイルドタッチで描いている。

## キャスト

### 警視庁特命対策室
水戸部裕
演 - 松重豊
経歴：警視庁捜査一課（第1作）
→ 警視庁日暮里中央警察署刑事組織犯罪対策課強行犯捜査係（第1作）
→ 警視庁特命対策室（第2作）
階級は警部補。
朝香千津子
演 - 山本未來
経歴：警視庁捜査一課第6強行犯捜査性犯罪捜査第2係（第1作）
→ 警視庁特命対策室（第2作）
階級は巡査部長。別名「鉄の女」。シングルマザー。

### 警察関係者
森末哲平
演 - 益岡徹
経歴：神奈川県警刑事部長（第1作）
→ 警視庁刑事部長（第2作）
吉田敬三
演 - 堤大二郎（第1作）
警視庁捜査一課 係長。
中島翔太
演 - 皆川猿時
警視庁科学捜査研究所 主任。
須藤
演 - 別紙慶一
警視庁捜査一課 刑事。階級は警部補。水戸部の同僚。
5年前人質をとった立てこもり犯を水戸部たちと包囲していたが、森末の指示で突入した結果殉職。第2作は回想での出演。
山岸亘
演 - 宅麻伸
警視庁捜査一課 課長。

### 朝香家
朝香美和子
演 - 島ゆいか（第1作）、金井美樹（第2作）
千津子の妹。性犯罪の被害に合い自殺。元弓道部員。
朝香奈々
演 - 釆沢真実
千津子の娘。
朝香恵子
演 - 沢田亜矢子（第1作）
千津子の母。

### ゲスト
第1作「代官山コールドケース」（2015年）
- 時田悟（警視庁庶務係・20年前は渋谷中央警察署強行犯係） - モト冬樹
- 高宮章二（高宮建築事務所の建築家） - 千葉哲也
- 篠原大輔（カフェ「ラ･パラディッソ」オーナー） - 渋川清彦
- 三ツ谷優（倉橋エステート 元社員・みちる殺害の第一発見者） - 稲荷卓央
- 石橋隆（神奈川県警 刑事） - 山中聡
- 競輪ファン - 森下能幸
- 風見陽平（カメラマン・みちるの恋人・20年前死亡） - 水間ロン
- 中牧みちる（カフェ「ラ･パラディッソ」元ウェイトレス・20年前扼殺） - 小野しおり
- 木島と同じマンションの住人 - 気田睦
- 神奈川県警 幹部 - 若尾義昭
- 警視庁日暮里中央警察署 刑事 - 影山英俊
- 倉橋篤志（倉橋エステート 社長） - 阿南健治
- 木島俊夫（映像プロデューサー・カフェ「ラ･パラディッソ」常連客） - 加藤久雅
- 松原敏郎（カメラマン・風見の知人） - 渡辺航
- 須藤（須藤の息子・サッカー少年） - 近藤心太
- 炭谷真紀（看護師） - 伊藤しほ乃
- モデル - 藤村玲衣
- 美奈子（倉橋エステート 社員） - 西本歩未
- 神奈川県警・刑事 - 長田プリン（長田拓郎）、八洲承子、長谷部浩幸、山田圭介、窪祥一、金森規郎
- 警備会社・社員 - 草薙仁
- 荒川浩平
- 増田眞澄
- 安久澤ユノ
- 小森和彦

第2作「新宿・荒木町コールドケース」（2017年）
- 柳瀬信也（バー「ピガール」経営者・21年前は「サパークラブ小鈴」従業員） - 眞島秀和
- 国丘征二郎（国丘建設 オーナー・「サパークラブ小鈴」常連客） - 上杉祥三
- 大西孝二（国丘建設の元運転手で元社長室長・余命半年） - ビートきよし
- 渡波邦彦（渡波不動産 社長・渡波の息子） - 伊東孝明
- 笠井佳子（荒木町の芸者「鈴佳」 → 「サパークラブ小鈴」ホステス・20年前失踪） - 永池南津子
- 渡波邦夫（渡波不動産 オーナー・東京都議会議員） - 久保酎吉
- 沖田勝（渡波不動産営業開発部 元社員） - 大西武志
- 国丘征之（国丘建設 社長・国丘の息子） - 寿大聡
- 20年前の横浜の飲み屋店主 - 谷川昭一朗
- 杉原光子（荒木町の芸者「小鈴」 → 「サパークラブ小鈴」ママ・元アパート「シャルム荒木町」経営者・20年前刺殺） - 国生さゆり
- 笠井理香（雑貨店「Kasai」店主・佳子の妹） - 高橋かおり
- 渡波不動産 社員 - 有山尚宏
- 警察官 - 西本竜樹
- 現場監督 - 山地健仁
- 刑事 - 村上かず
- 杉原圭嗣 - 井下宜久
- 不良グループ - 袴塚シンノスケ、平岡佑介、村田アルトゥーロ、未来也
- 「サパークラブ小鈴」のホステス - 佐藤侑梨、 水澤伶香、藤中里彩、久藤さゆ、藤村玲衣、帆乃かおり
- 芸者 - 千文、千鶴
- 加納良一（警察相談員・四谷東警察署 元巡査部長・20年前 光子の刺殺事件を担当） - 柄本明

## スタッフ
- 原作 - 佐々木譲
- 脚本 - 安井国穂
- 監督 - 渡邊孝好
- 警察監修 - 葛尾武士
- 技術協力 - ビデオフォーカス
- ポスプロ - 三友
- CG - キックラボ
- プロデューサー - 渡辺一仁（テレビ東京 / 第1作）、山津俊一、諏佐正明
- 制作 - テレビ東京、BSジャパン、泉放送制作

## 放送日程
| 話数 | 放送日         | サブタイトル               | 原作                     | 脚本     | 監督     | 視聴率 |
| ---- | -------------- | -------------------------- | ------------------------ | -------- | -------- | ------ |
| 1    | 2015年12月23日 | 代官山コールドケース       | 「代官山コールドケース」 | 安井国穂 | 渡邊孝好 | 9.3%   |
| 2    | 2017年01月25日 | 新宿・荒木町コールドケース | 「地層捜査」             | 安井国穂 | 渡邊孝好 | 7.5%   |